# 왕레이 (펜싱 선수)
왕레이(중국어: 王磊, 병음: Wáng Lěi, 한자음: 왕뢰, 1981년 3월 20일~)는 중화인민공화국의 은퇴한 펜싱 선수로 주 종목은 에페이다. 2004년 하계 올림픽에서 개인전 은메달을 획득했고, 2006년 세계 선수권 대회에서 개인전 우승을 차지했다.